# Elban
Elban (russisch Эльба́н) ist eine Siedlung städtischen Typs in der Region Chabarowsk (Russland) mit 10.382 Einwohnern (Stand 1. Oktober 2021).

## Geographie
Die Siedlung liegt am westlichen Rand der Amurniederung in Fernen Osten Russlands, gut 200 km Luftlinie nordwestlich der Regionshauptstadt Chabarowsk. Die Siedlung liegt am linken Ufer des gleichnamigen Flusses Elban (Bezeichnung vermutlich nanaiischer Herkunft), der 20 km östlich in den Ommi-See und dann in den Amur mündet. 15 Kilometer südlich des Ortes befindet sich das Nordufer des Bolon-Sees, des mit einer Fläche von 338 km² größten Sees der Amurniederung.
Elban ist gehört zum Rajons Amursk, dessen Verwaltungszentrum Amursk 35 km in nordöstlicher Richtung entfernt liegt.

## Geschichte
Der Ort wurde 1936 im Zusammenhang mit dem Bau der Eisenbahnstrecke von Chabarowsk in die neu gegründete Großstadt Komsomolsk am Amur gegründet. Einen relativ schnellen Aufschwung nahm die Siedlung mit der Errichtung einer Rüstungsfabrik („Mechanisches Werk“), die noch während des Zweiten Weltkriegs den Betrieb aufnahm.
1951 wurde Elban der Status einer Siedlung städtischen Typs verliehen.

### Bevölkerungsentwicklung
| Jahr | Einwohner |
| ---- | --------- |
| 1959 | 04.046    |
| 1970 | 05.382    |
| 1979 | 09.955    |
| 1989 | 15.213    |
| 2002 | 12.909    |
| 2010 | 11.934    |
| 2021 | 10.382    |

Anmerkung: Volkszählungsdaten

## Wirtschaft und Infrastruktur
Größter Betrieb der Siedlung ist eine Sprengstofffabrik Woschod, hervorgegangen aus dem in den 1940er Jahren errichteten Werk. In der Umgebung werden Gemüseanbau und Milchwirtschaft betrieben.
Die Siedlung liegt an der Bahnstrecke Wolotschajewka–Dsemgi (Streckenkilometer 276), die die Transsibirische Eisenbahn und die Regionshauptstadt Chabarowsk mit der Baikal-Amur-Magistrale und Komsomolsk am Amur verbindet. Entlang der Bahnstrecke führt auch eine Straße vom 75 km entfernten Komsomolsk nach Elban.
Südöstlich von Elban befindet sich ein Längstwellensender für das Funknavigationssystem RSDN-20 (Alpha).